# 安德鲁·阿尔比西
安德鲁·阿尔比西（法語：Andrew Albicy，1990年3月21日—），法国男子篮球运动员，2019年国际篮联篮球世界杯铜牌得主、2020年夏季奥林匹克运动会男子银牌得主、2024年夏季奥林匹克运动会男子银牌得主。